# Émile-René Ménard
Émile-René Ménard (París, 15 de abril de 1862 – 13 de enero de 1930) fue un pintor francés. Perteneció a la escuela simbolista.
Desde niño estuvo inmerso en un entorno artístico: Corot, Mijo y los pintores de Barbizon frecuentaban su hogar familiar, lo que lo familiarizó tanto con los paisaje como con temas antiguos. Estudió en la École des Beaux-Arts donde fue discípulo de Paul Baudry y William Bouguereau, y luego ingresó a la Académie Julian en 1880. Realizó múltiples exposiciones.
En 1900 fue nombrado Caballero de la Legión de Honor y en 1910 Oficial.

## Obra
- Il giudizio di Paride (Le jugement de Pâris), 1907, pastel, París, Musée d'Orsay
- L'età dell'oro (L'Âge d'or), 1908, dittico, París, Musée d'Orsay[2]
- Sogno antico (Rêve antique), 1909, dittico, Paris, Musée d'Orsay
- La vita pastorale (La Vie pastorale), 1909, dittico, Paris, Musée d'Orsay
- Pastorale, terra antica (Pastorale, terre antique), 1919, colección Jean-François Heim
- Temporale sulle paludi o Le paludi in Bretagna (Orage sur les marais o Les Marais en Bretagne), Paris, Musée d'Orsay
- Aigues-Mortes, no datado, Tolónn, Musée des Beaux-Arts (Tolone)
- Il giudizio di Paride (Le Jugement de Pâris), Paris, Museo del Petit-Palais
- Paludi di Lecques (Marais des Lecques), no datado, Tolón, Musée des Beaux-Arts (Tolone)
- Paesaggio con la mola (Paysage à la meule), Beauvais, Museo departamental de Oise

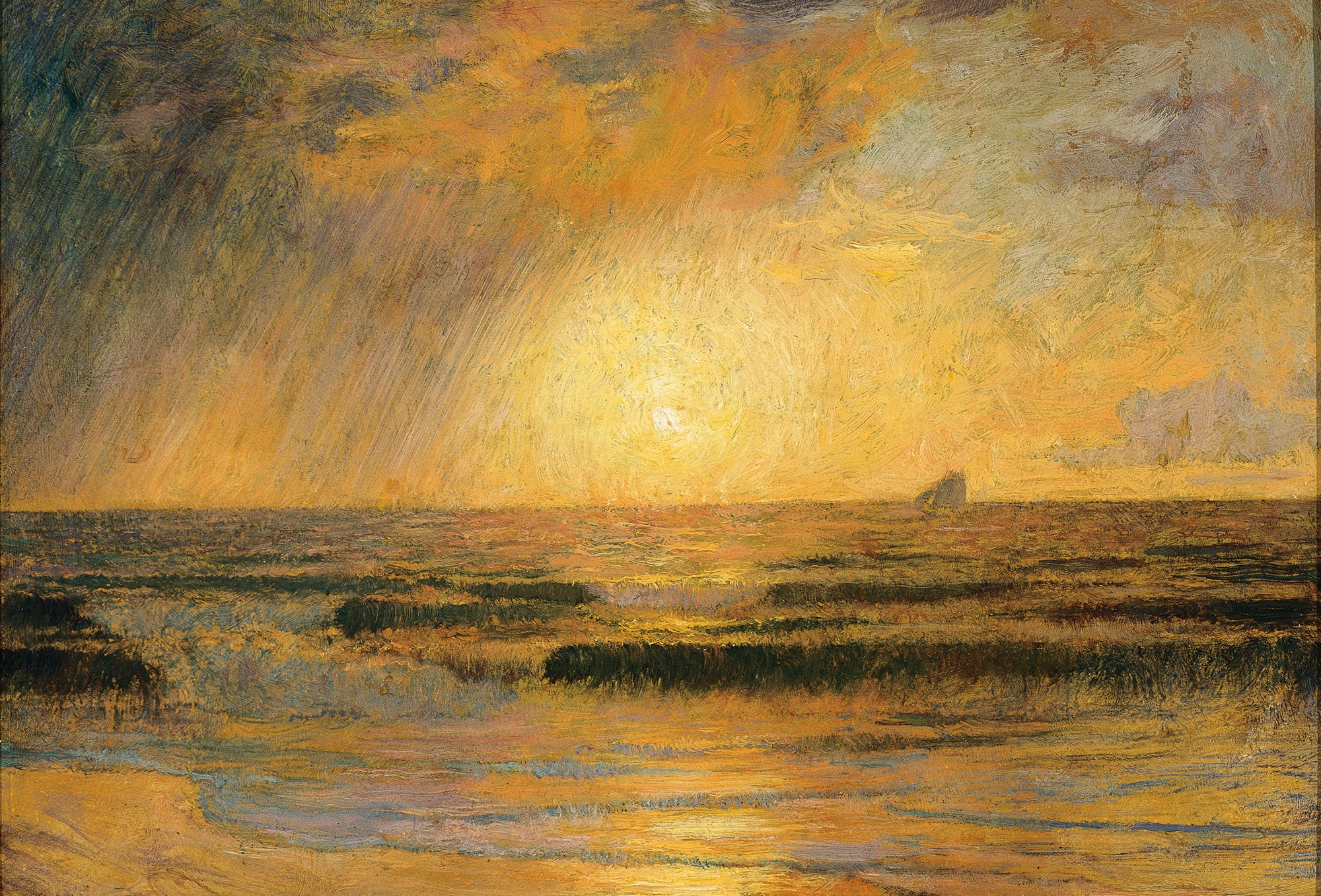
Puesta de sol en el mar.
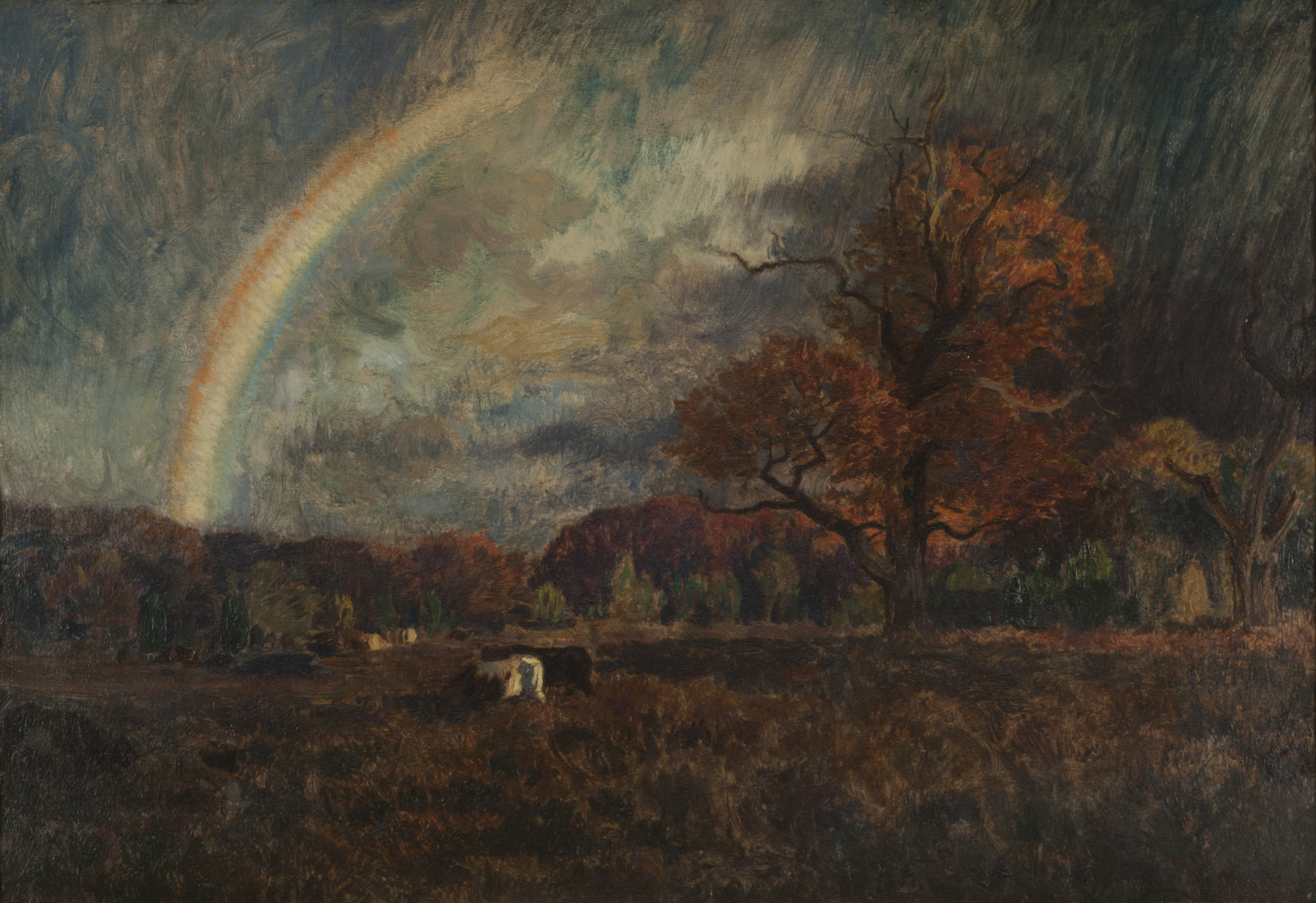
Arco Iris
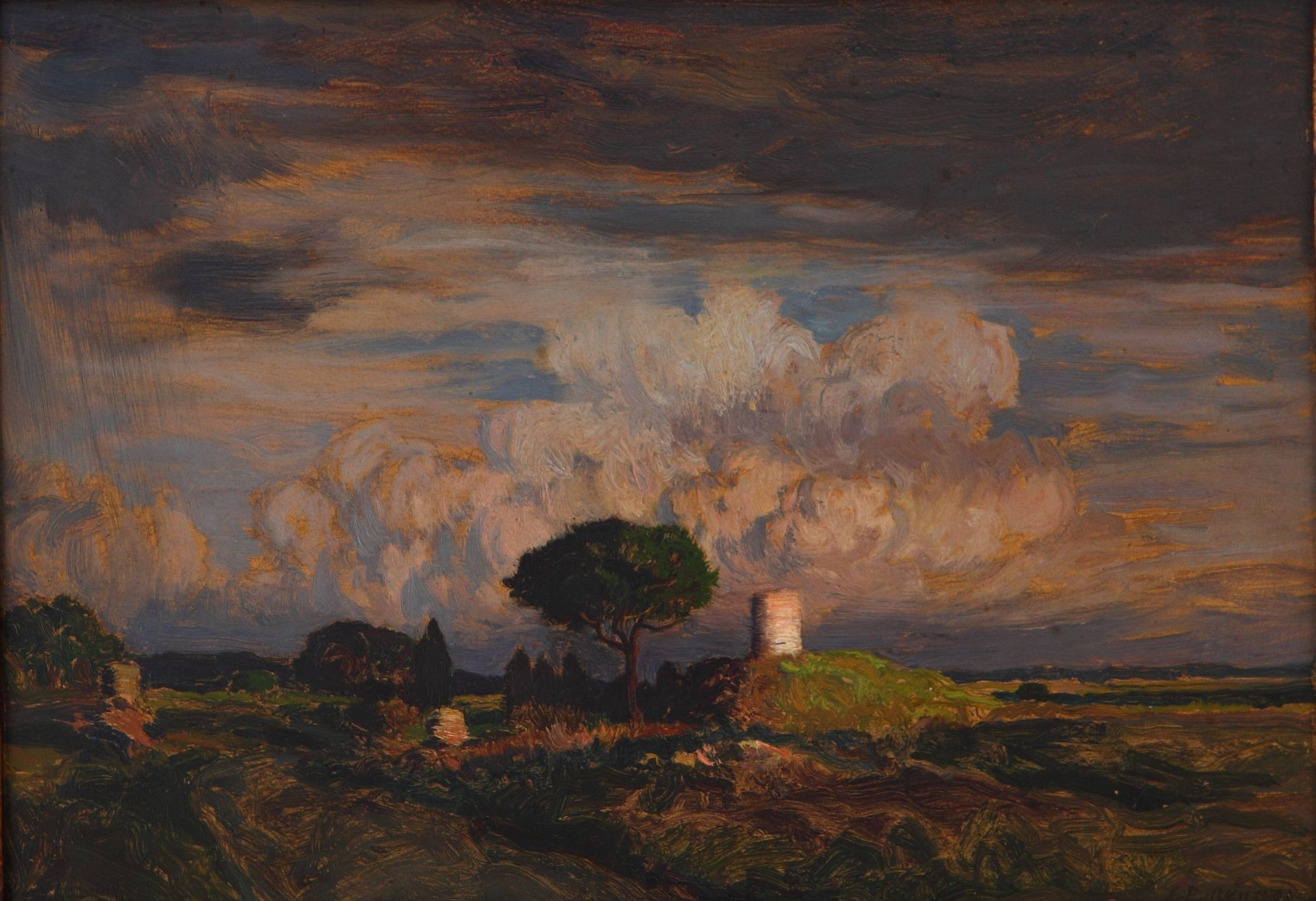
Vôie Appinne
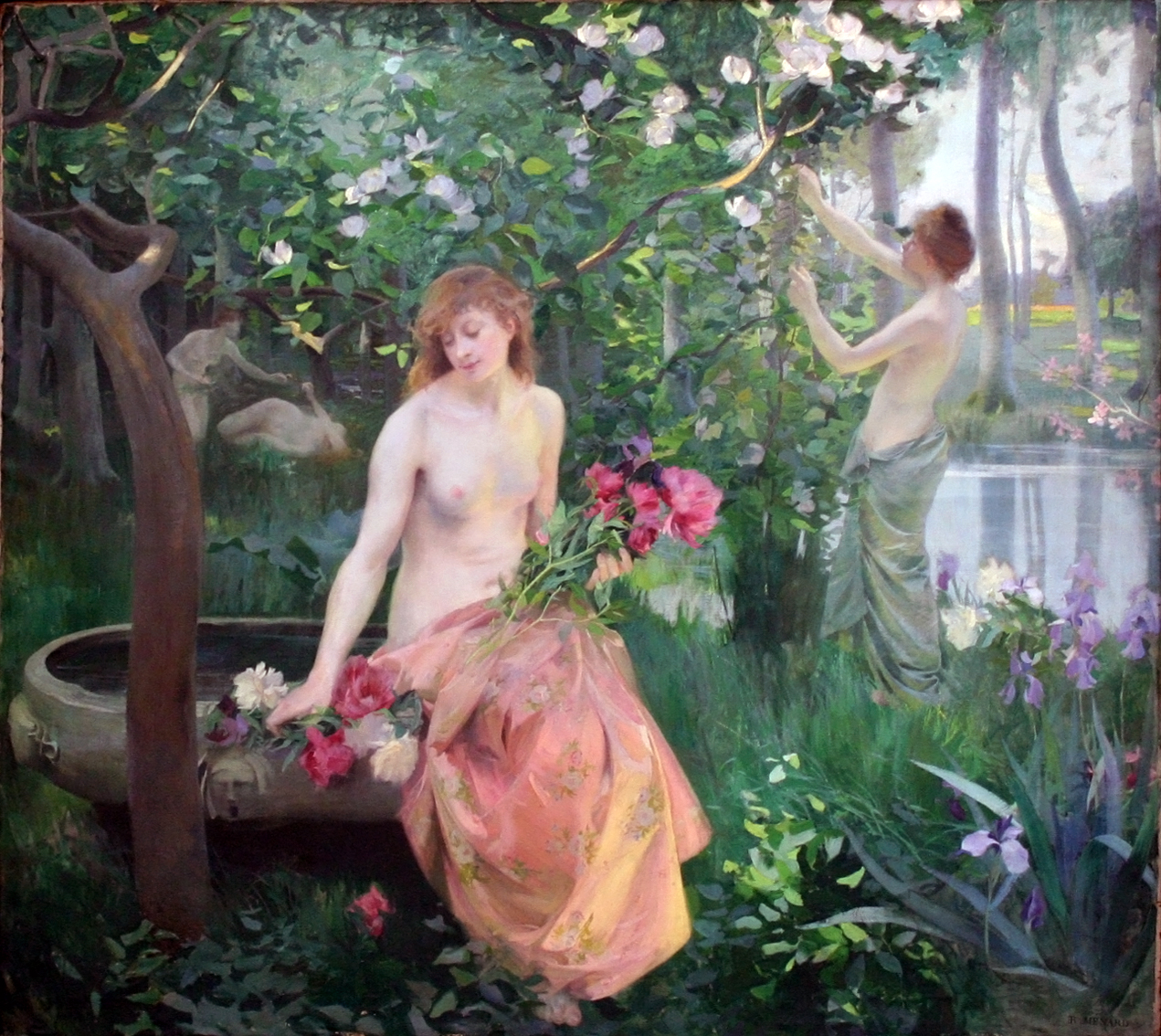
Primavera
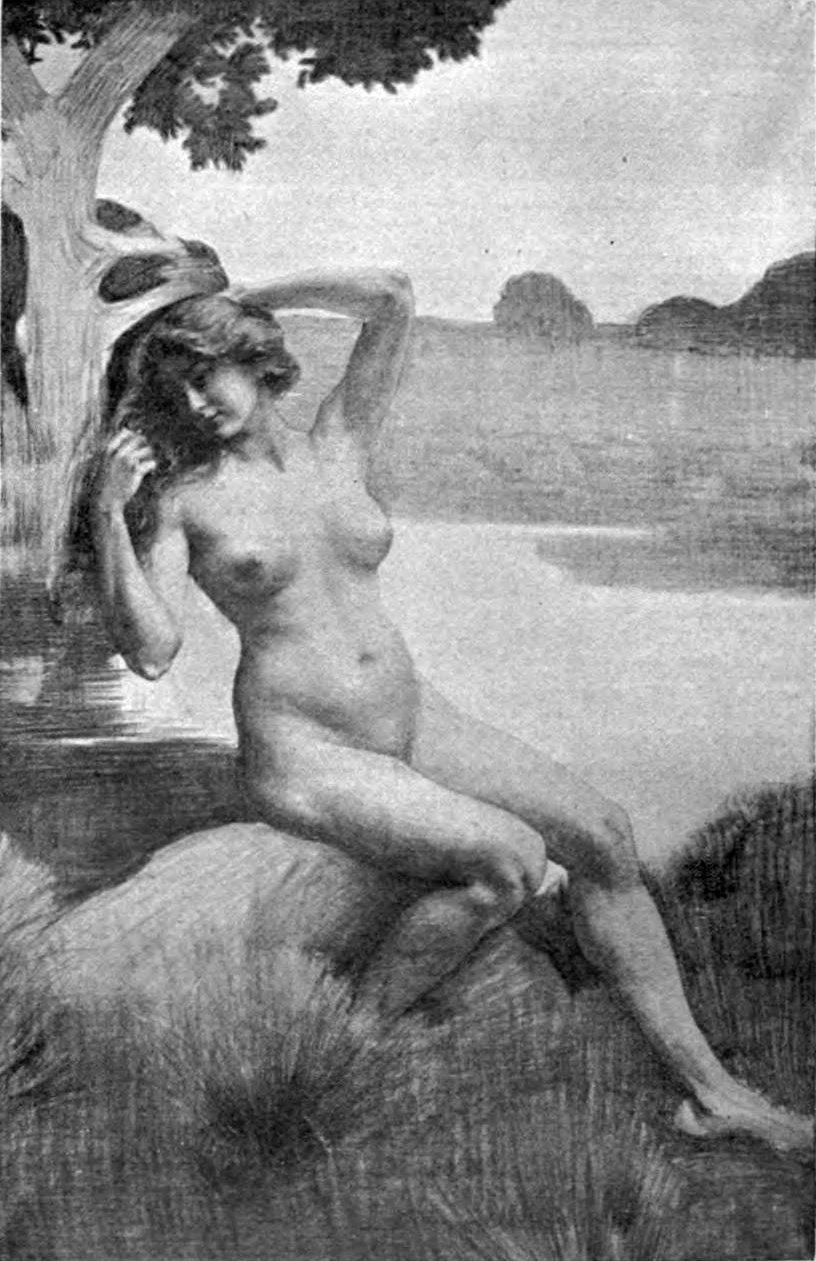
Estudio para "Prima del bagno"